# Анурия
Анури́я (от др.-греч. ἀν- отрицательная приставка + οὖρον «моча») — отсутствие поступления мочи в мочевой пузырь. При этом патологическом состоянии диурез составляет не более 50 мл в сутки.

## Причины
Анурия бывает при тяжёлых заболеваниях почек, при закупорке мочевых путей почечными камнями, при сдавлении их расположенными по соседству опухолями, при падении сердечной деятельности. Сопровождается сухостью во рту, жаждой, тошнотой, рвотой.

## Лечение
Лечение направлено на устранение причины анурии.